# Список наград и номинаций игры «Ведьмак 3: Дикая Охота»

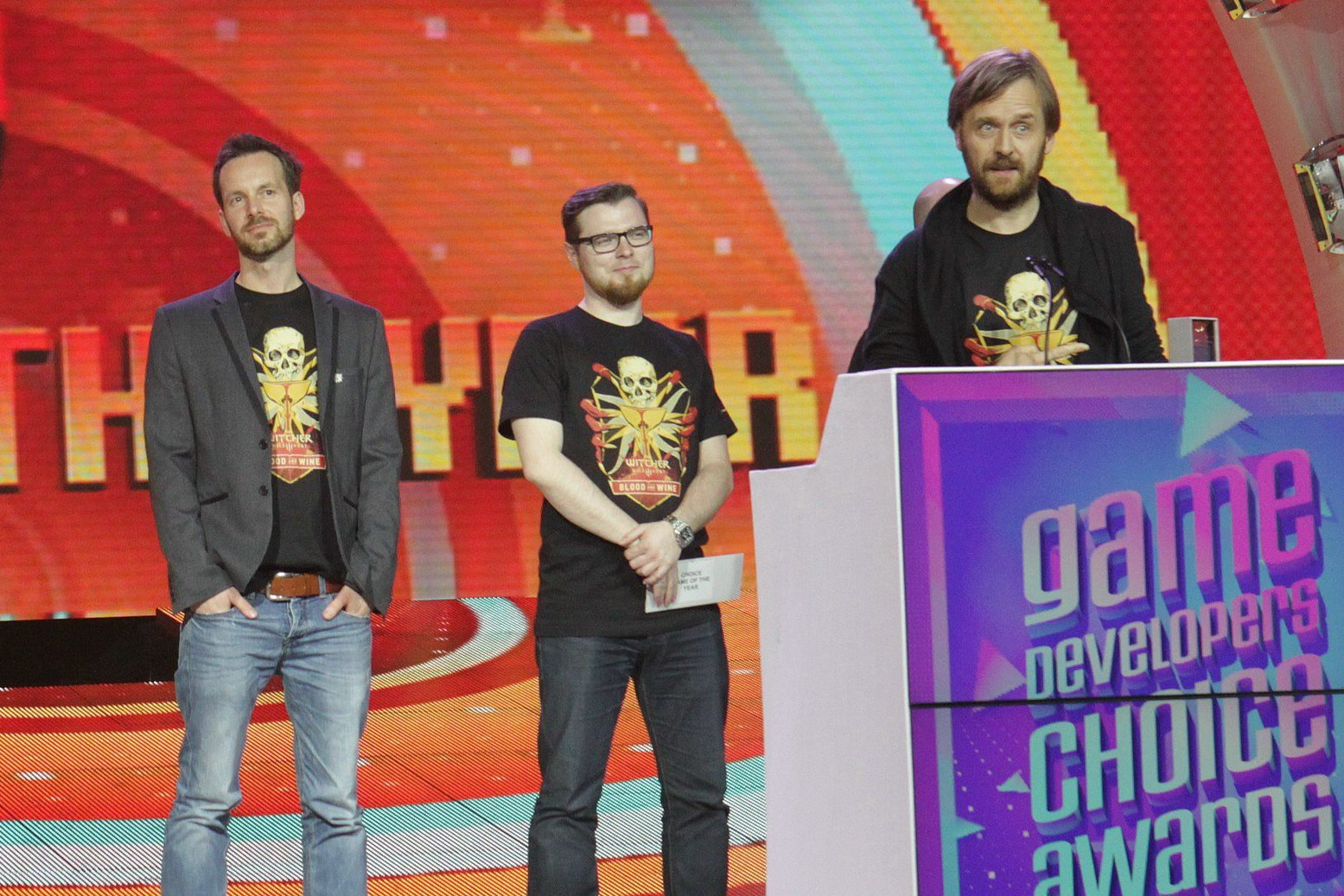
Представители CD Projekt RED принимают награду «Игра года» на церемонии вручения Game Developers Choice Awards

«Ведьмак 3: Дикая Охота» (пол. Wiedźmin 3: Dziki Gon) — фэнтезийная компьютерная ролевая игра с открытым миром, разработанная польской студией CD Projekt RED. Игра была анонсирована в феврале 2013 года и выпущена во всём мире 19 мая 2015 года на платформах Microsoft Windows, PlayStation 4 и Xbox One. «Ведьмак 3» создан по мотивам серии романов «Ведьмак» польского писателя Анджея Сапковского и является продолжением компьютерных игр «Ведьмак» и «Ведьмак 2: Убийцы королей», заключительной частью трилогии. К игре было выпущено 2 крупных DLC — «Каменные сердца», 13 октября 2015 года, и «Кровь и вино», 31 мая 2016 года.
Игрок управляет главным героем — Геральтом из Ривии, профессиональным охотником на чудовищ, также известным как ведьмак, — который отправляется в путешествие по Королевствам Севера и Скеллиге в поисках девушки по имени Цири, обладающей сверхъестественными способностями. Игрок сражается с опасностями открытого мира с помощью разнообразного оружия и магии, взаимодействует с неигровыми персонажами и выполняет различные квесты, продвигающие его по сюжету.
Игра была высоко оценена критиками (согласно Metacritic, средняя оценка игры — 92/100), имела огромный коммерческий успех (более шести миллионов проданных копий за 6 недель) и получила множество наград. Игра была номинирована на награды более 100 раз, более 70 раз их получала, в том числе более 30 наград «Игра года».

## Премии и номинации
| Дата            | Премия                                                   | Категория                                             | Призёр                                            | Результат | Ссылка |
| --------------- | -------------------------------------------------------- | ----------------------------------------------------- | ------------------------------------------------- | --------- | ------ |
| 25 октября 2013 | 31st Golden Joystick Awards                              | Самая желанная игра                                   | «Ведьмак 3: Дикая Охота»                          | Победа    | [ 8 ]  |
| 24 октября 2014 | 32nd Golden Joystick Awards                              | Самая желанная игра                                   | «Ведьмак 3: Дикая Охота»                          | Победа    | [ 9 ]  |
| 5 декабря 2014  | The Game Awards 2014                                     | Самая ожидаемая игра                                  | «Ведьмак 3: Дикая Охота»                          | Победа    | [ 10 ] |
| 30 октября 2015 | 33rd Golden Joystick Awards                              | Игра года                                             | «Ведьмак 3: Дикая Охота»                          | Победа    | [ 11 ] |
| 30 октября 2015 | 33rd Golden Joystick Awards                              | Лучший игровой момент                                 | «Ведьмак 3: Дикая Охота»                          | Победа    | [ 11 ] |
| 30 октября 2015 | 33rd Golden Joystick Awards                              | Лучшее сюжетное повествование                         | «Ведьмак 3: Дикая Охота»                          | Победа    | [ 11 ] |
| 30 октября 2015 | 33rd Golden Joystick Awards                              | Лучший визуальный дизайн                              | «Ведьмак 3: Дикая Охота»                          | Победа    | [ 11 ] |
| 30 октября 2015 | 33rd Golden Joystick Awards                              | Студия года                                           | CD Projekt RED за «Ведьмак 3: Дикая Охота»        | Победа    | [ 11 ] |
| 3 декабря 2015  | The Game Awards 2015                                     | Игра года                                             | «Ведьмак 3: Дикая Охота»                          | Победа    | [ 12 ] |
| 3 декабря 2015  | The Game Awards 2015                                     | Лучшая RPG                                            | «Ведьмак 3: Дикая Охота»                          | Победа    | [ 12 ] |
| 3 декабря 2015  | The Game Awards 2015                                     | Лучший сюжет                                          | Марцин Блаха и Борис Пугач-Мурашкевич             | Номинация | [ 13 ] |
| 3 декабря 2015  | The Game Awards 2015                                     | Лучший саундтрек                                      | Марцин Пржибилович, Миколай Строинский и Percival | Номинация | [ 13 ] |
| 3 декабря 2015  | The Game Awards 2015                                     | Лучшая озвучка персонажа                              | Даг Кокл в качестве Геральта                      | Номинация | [ 13 ] |
| 3 декабря 2015  | The Game Awards 2015                                     | Лучшее художественное руководство                     | «Ведьмак 3: Дикая Охота»                          | Номинация | [ 13 ] |
| 3 декабря 2015  | The Game Awards 2015                                     | Разработчик года                                      | CD Projekt RED за «Ведьмак 3: Дикая Охота»        | Победа    | [ 12 ] |
| 7 декабря 2015  | 25 лучших игр 2015 года по версии Slant Magazine         | Игра года                                             | «Ведьмак 3: Дикая Охота»                          | Победа    | [ 14 ] |
| 9 декабря 2015  | Лучшие игры 2015 года на ПК по версии jeuxvideo.com      | Игра года                                             | «Ведьмак 3: Дикая Охота»                          | Победа    | [ 15 ] |
| 11 декабря 2015 | Лучшие игры 2015 года на PS4 по версии jeuxvideo.com     | Игра года                                             | «Ведьмак 3: Дикая Охота»                          | Победа    | [ 16 ] |
| 16 декабря 2015 | Лучшие игры 2015 года на PS4 по версии GameSpot          | Игра года                                             | «Ведьмак 3: Дикая Охота»                          | Победа    | [ 17 ] |
| 16 декабря 2015 | The Telegraph Video Game Awards 2015                     | Игра года                                             | «Ведьмак 3: Дикая Охота»                          | 2-е место | [ 18 ] |
| 16 декабря 2015 | The Telegraph Video Game Awards 2015                     | Лучший звуковой дизайн                                | «Ведьмак 3: Дикая Охота»                          | Номинация | [ 18 ] |
| 16 декабря 2015 | The Telegraph Video Game Awards 2015                     | Лучший сюжет                                          | «Ведьмак 3: Дикая Охота»                          | Номинация | [ 18 ] |
| 16 декабря 2015 | The Telegraph Video Game Awards 2015                     | Лучшая озвучка персонажа                              | Даг Кокл в качестве Геральта                      | Номинация | [ 18 ] |
| 16 декабря 2015 | The Telegraph Video Game Awards 2015                     | Техническое достижение                                | «Ведьмак 3: Дикая Охота»                          | Победа    | [ 18 ] |
| 18 декабря 2015 | Голосование читателей The A.V. Club                      | Игра года (выбор читателей)                           | «Ведьмак 3: Дикая Охота»                          | Победа    | [ 19 ] |
| 18 декабря 2015 | Cody Awards 2015 от Cheat Code Central                   | Игра года                                             | «Ведьмак 3: Дикая Охота»                          | Победа    | [ 20 ] |
| 18 декабря 2015 | Cody Awards 2015 от Cheat Code Central                   | Лучший персонаж-мужчина                               | Геральт из Ривии                                  | Победа    | [ 21 ] |
| 18 декабря 2015 | Cody Awards 2015 от Cheat Code Central                   | Лучшая RPG                                            | «Ведьмак 3: Дикая Охота»                          | Победа    | [ 22 ] |
| 18 декабря 2015 | Cody Awards 2015 от Cheat Code Central                   | Лучший звук                                           | «Ведьмак 3: Дикая Охота»                          | Победа    | [ 23 ] |
| 18 декабря 2015 | Cody Awards 2015 от Cheat Code Central                   | Студия года                                           | CD Projekt RED за «Ведьмак 3: Дикая Охота»        | Победа    | [ 24 ] |
| 18 декабря 2015 | 25 лучших игр 2015 года по версии The Guardian           | Лучшая игра                                           | «Ведьмак 3: Дикая Охота»                          | 2-е место | [ 25 ] |
| 19 декабря 2015 | Лучшие игры 2015 года на Xbox по версии GameSpot         | Игра года                                             | «Ведьмак 3: Дикая Охота»                          | Победа    | [ 26 ] |
| 20 декабря 2015 | Лучшие игры 2015 года по версии Mirror Online            | Игра года                                             | «Ведьмак 3: Дикая Охота»                          | Победа    | [ 27 ] |
| 20 декабря 2015 | Лучшие игры 2015 года на ПК по версии GameSpot           | Игра года                                             | «Ведьмак 3: Дикая Охота»                          | Победа    | [ 28 ] |
| 22 декабря 2015 | Лучшие компьютерные игры 2015 года по версии Kill Screen | Игра года                                             | «Ведьмак 3: Дикая Охота»                          | Победа    | [ 29 ] |
| 21 декабря 2015 | Игра 2015 года по версии GameSpot                        | Игра года                                             | «Ведьмак 3: Дикая Охота»                          | Победа    | [ 30 ] |
| 26 декабря 2015 | Лучшие игры 2015 года по версии PC Games                 | Лучшая RPG                                            | «Ведьмак 3: Дикая Охота»                          | Победа    | [ 31 ] |
| 27 декабря 2015 | Лучшее 2015 года по версии Ars Technica                  | Лучшая игра                                           | «Ведьмак 3: Дикая Охота»                          | 3-е место | [ 32 ] |
| 27 декабря 2015 | 20 лучших игр 2015 года по версии Digital Spy            | Игра года                                             | «Ведьмак 3: Дикая Охота»                          | Победа    | [ 33 ] |
| 27 декабря 2015 | Лучшие игры 2015 года по версии Eurogamer.it             | Игра года                                             | «Ведьмак 3: Дикая Охота»                          | Победа    | [ 34 ] |
| 28 декабря 2015 | Лучшие игры 2015 года по версии PC Games                 | Лучшая студия                                         | CD Projekt RED за «Ведьмак 3: Дикая Охота»        | Победа    | [ 35 ] |
| 28 декабря 2015 | 10 лучших компьютерных игр 2015 года по версии Wired     | Лучшая игра                                           | CD Projekt RED за «Ведьмак 3: Дикая Охота»        | 2-е место | [ 36 ] |
| 31 декабря 2015 | Лучшее 2015 года по версии EGM                           | Игра года                                             | «Ведьмак 3: Дикая Охота»                          | Победа    | [ 37 ] |
| 31 декабря 2015 | Игра 2015 года по версии GamesRadar                      | Игра года                                             | «Ведьмак 3: Дикая Охота»                          | 2-е место | [ 38 ] |
| 31 декабря 2015 | Лучшие игры 2015 года на ПК по версии PC Games           | Игра года (выбор читателей)                           | «Ведьмак 3: Дикая Охота»                          | Победа    | [ 39 ] |
| 31 декабря 2015 | Лучшие игры 2015 года на PS4 по версии PC Games          | Игра года (выбор читателей)                           | «Ведьмак 3: Дикая Охота»                          | Победа    | [ 40 ] |
| 31 декабря 2015 | Игра 2015 года по версии Shacknews                       | Игра года                                             | «Ведьмак 3: Дикая Охота»                          | Победа    | [ 41 ] |
| 1 января 2016   | Награды «Лучшее 2015 года» от Game Revolution            | Игра года                                             | «Ведьмак 3: Дикая Охота»                          | 2-е место | [ 42 ] |
| 1 января 2016   | Награды «Лучшее 2015 года» от Game Revolution            | Лучший разработчик                                    | CD Projekt RED                                    | Победа    | [ 43 ] |
| 1 января 2016   | Награды «Лучшее 2015 года» от Game Revolution            | Лучшее дополнение                                     | «Ведьмак 3: Каменные сердца»                      | Победа    | [ 44 ] |
| 1 января 2016   | Награды «Лучшее 2015 года» от Game Revolution            | Лучший сюжет                                          | «Ведьмак 3: Дикая Охота»                          | Номинация | [ 45 ] |
| 1 января 2016   | Награды «Лучшее 2015 года» от Game Revolution            | Лучшее художественное руководство                     | «Ведьмак 3: Дикая Охота»                          | Номинация | [ 46 ] |
| 1 января 2016   | Награды «Лучшее 2015 года» от Game Revolution            | Лучший саундтрек                                      | «Ведьмак 3: Дикая Охота»                          | Номинация | [ 47 ] |
| 1 января 2016   | Награды «Лучшее 2015 года» от Game Revolution            | Лучшая RPG                                            | «Ведьмак 3: Дикая Охота»                          | Номинация | [ 48 ] |
| 1 января 2016   | Награда «Игра 2015 года» от Official Xbox Magazine       | Игра года                                             | «Ведьмак 3: Дикая Охота»                          | Победа    | [ 49 ] |
| 1 января 2016   | Игра 2015 года по версии The Escapist                    | Игра года (выбор редакции)                            | «Ведьмак 3: Дикая Охота»                          | Победа    | [ 50 ] |
| 4 января 2016   | Игра 2015 года по версии The Escapist                    | Игра года (выбор читателей)                           | «Ведьмак 3: Дикая Охота»                          | Победа    | [ 51 ] |
| 6 января 2016   | Награды «Лучшее 2015 года» от Game Informer              | Игра года (выбор редакции)                            | «Ведьмак 3: Дикая Охота»                          | Победа    | [ 52 ] |
| 6 января 2016   | Награды «Лучшее 2015 года» от Game Informer              | Игра года (выбор читателей)                           | «Ведьмак 3: Дикая Охота»                          | Победа    | [ 53 ] |
| 7 января 2016   | Шестое ежегодное голосование пользователей Metacritic    | Игра года (выбор читателей)                           | «Ведьмак 3: Дикая Охота»                          | Победа    | [ 54 ] |
| 8 января 2016   | Лучшее 2015 года по версии IGN                           | Игра года (выбор редакции)                            | «Ведьмак 3: Дикая Охота»                          | Победа    | [ 55 ] |
| 8 января 2016   | Лучшее 2015 года по версии IGN                           | Игра года (выбор читателей)                           | «Ведьмак 3: Дикая Охота»                          | Победа    | [ 55 ] |
| 8 января 2016   | Лучшее 2015 года по версии IGN                           | Игра года на ПК (выбор читателей)                     | «Ведьмак 3: Дикая Охота»                          | Победа    | [ 56 ] |
| 8 января 2016   | Лучшее 2015 года по версии IGN                           | Игра года на PlayStation 4                            | «Ведьмак 3: Дикая Охота»                          | Номинация | [ 57 ] |
| 8 января 2016   | Лучшее 2015 года по версии IGN                           | Игра года на Xbox One                                 | «Ведьмак 3: Дикая Охота»                          | Номинация | [ 58 ] |
| 8 января 2016   | Лучшее 2015 года по версии IGN                           | Лучшее художественное руководство (выбор читателей)   | «Ведьмак 3: Дикая Охота»                          | Победа    | [ 59 ] |
| 8 января 2016   | Лучшее 2015 года по версии IGN                           | Техническое совершенство (выбор читателей)            | «Ведьмак 3: Дикая Охота»                          | Победа    | [ 60 ] |
| 8 января 2016   | Лучшее 2015 года по версии IGN                           | Лучшая оригинальная музыка                            | «Ведьмак 3: Дикая Охота»                          | Победа    | [ 61 ] |
| 8 января 2016   | Лучшее 2015 года по версии IGN                           | Лучшая озвучка (выбор читателей)                      | «Ведьмак 3: Дикая Охота»                          | Победа    | [ 62 ] |
| 8 января 2016   | Лучшее 2015 года по версии IGN                           | Лучший сюжет (выбор читателей)                        | «Ведьмак 3: Дикая Охота»                          | Победа    | [ 63 ] |
| 8 января 2016   | Лучшее 2015 года по версии IGN                           | Лучшее дополнение (выбор читателей)                   | «Ведьмак 3: Каменные сердца»                      | Победа    | [ 64 ] |
| 11 января 2016  | 68-я Премия Гильдии сценаристов США                      | Выдающееся достижение в сюжете компьютерной игры      | «Ведьмак 3: Дикая Охота»                          | Номинация | [ 65 ] |
| 5 февраля 2016  | IGN AU — Black Beta Select Awards 2015                   | Игра года                                             | «Ведьмак 3: Дикая Охота»                          | Победа    | [ 66 ] |
| 18 февраля 2016 | 19-я премия Академии интерактивных искусств и наук       | Игра года                                             | «Ведьмак 3: Дикая Охота»                          | Номинация | [ 67 ] |
| 18 февраля 2016 | 19-я премия Академии интерактивных искусств и наук       | Выдающееся достижение в игровой режиссуре             | «Ведьмак 3: Дикая Охота»                          | Номинация | [ 67 ] |
| 18 февраля 2016 | 19-я премия Академии интерактивных искусств и наук       | Выдающееся достижение в создании персонажа            | Геральт из Ривии                                  | Номинация | [ 67 ] |
| 18 февраля 2016 | 19-я премия Академии интерактивных искусств и наук       | Выдающееся достижение в сочинении оригинальной музыки | «Ведьмак 3: Дикая Охота»                          | Номинация | [ 67 ] |
| 18 февраля 2016 | 19-я премия Академии интерактивных искусств и наук       | Выдающееся достижение в сюжете                        | «Ведьмак 3: Дикая Охота»                          | Победа    | [ 67 ] |
| 18 февраля 2016 | 19-я премия Академии интерактивных искусств и наук       | Выдающееся техническое достижение                     | «Ведьмак 3: Дикая Охота»                          | Победа    | [ 67 ] |
| 18 февраля 2016 | 19-я премия Академии интерактивных искусств и наук       | Выдающееся достижение в игровом дизайне               | «Ведьмак 3: Дикая Охота»                          | Победа    | [ 67 ] |
| 17 марта 2016   | 16th Annual Game Developers Choice Awards                | Игра года                                             | «Ведьмак 3: Дикая Охота»                          | Победа    | [ 68 ] |
| 17 марта 2016   | 16th Annual Game Developers Choice Awards                | Лучшие технологии                                     | «Ведьмак 3: Дикая Охота»                          | Победа    | [ 68 ] |
| 19 марта 2016   | 2016 SXSW Gaming Awards                                  | Игра года                                             | «Ведьмак 3: Дикая Охота»                          | Победа    | [ 69 ] |
| 19 марта 2016   | 2016 SXSW Gaming Awards                                  | Превосходный геймплей                                 | «Ведьмак 3: Дикая Охота»                          | Номинация | [ 69 ] |
| 19 марта 2016   | 2016 SXSW Gaming Awards                                  | Превосходная графика                                  | «Ведьмак 3: Дикая Охота»                          | Номинация | [ 69 ] |
| 19 марта 2016   | 2016 SXSW Gaming Awards                                  | Превосходное техническое достижение                   | «Ведьмак 3: Дикая Охота»                          | Победа    | [ 69 ] |
| 19 марта 2016   | 2016 SXSW Gaming Awards                                  | Превосходное визуальное достижение                    | «Ведьмак 3: Дикая Охота»                          | Победа    | [ 69 ] |
| 19 марта 2016   | 2016 SXSW Gaming Awards                                  | Превосходный сюжет                                    | «Ведьмак 3: Дикая Охота»                          | Победа    | [ 69 ] |
| 19 марта 2016   | 2016 SXSW Gaming Awards                                  | Превосходный саундтрек                                | «Ведьмак 3: Дикая Охота»                          | Номинация | [ 69 ] |
| 19 марта 2016   | 2016 SXSW Gaming Awards                                  | Самый запоминающийся персонаж                         | Геральт из Ривии                                  | Номинация | [ 69 ] |
| 21 марта 2016   | 15th NAVGTR Awards                                       | Игра года                                             | «Ведьмак 3: Дикая Охота»                          | Победа    | [ 70 ] |
| 21 марта 2016   | 15th NAVGTR Awards                                       | Анимация, техническая часть                           | «Ведьмак 3: Дикая Охота»                          | Победа    | [ 70 ] |
| 21 марта 2016   | 15th NAVGTR Awards                                       | Художественное руководство, период влияния            | «Ведьмак 3: Дикая Охота»                          | Победа    | [ 70 ] |
| 21 марта 2016   | 15th NAVGTR Awards                                       | Художественное руководство, фэнтези                   | «Ведьмак 3: Дикая Охота»                          | Победа    | [ 70 ] |
| 21 марта 2016   | 15th NAVGTR Awards                                       | Режиссура камеры в игровом движке                     | «Ведьмак 3: Дикая Охота»                          | Победа    | [ 70 ] |
| 21 марта 2016   | 15th NAVGTR Awards                                       | Дизайн управления в 3D                                | «Ведьмак 3: Дикая Охота»                          | Номинация | [ 70 ] |
| 21 марта 2016   | 15th NAVGTR Awards                                       | Дизайн костюмов                                       | «Ведьмак 3: Дикая Охота»                          | Победа    | [ 70 ] |
| 21 марта 2016   | 15th NAVGTR Awards                                       | Режиссура в игровом кино                              | «Ведьмак 3: Дикая Охота»                          | Победа    | [ 70 ] |
| 21 марта 2016   | 15th NAVGTR Awards                                       | Игровой дизайн, франшиза                              | «Ведьмак 3: Дикая Охота»                          | Победа    | [ 70 ] |
| 21 марта 2016   | 15th NAVGTR Awards                                       | Игротехника                                           | «Ведьмак 3: Дикая Охота»                          | Победа    | [ 70 ] |
| 21 марта 2016   | 15th NAVGTR Awards                                       | Графика, техническая часть                            | «Ведьмак 3: Дикая Охота»                          | Номинация | [ 70 ] |
| 21 марта 2016   | 15th NAVGTR Awards                                       | Оригинальная драматургия, франшиза                    | «Ведьмак 3: Дикая Охота»                          | Победа    | [ 70 ] |
| 21 марта 2016   | 15th NAVGTR Awards                                       | Озвучка главной роли в драме                          | Даг Кокл в качестве Геральта                      | Победа    | [ 70 ] |
| 21 марта 2016   | 15th NAVGTR Awards                                       | Озвучка главной роли в драме                          | Уилльям Робертс в качестве «Дядюшки Весемира»     | Номинация | [ 70 ] |
| 21 марта 2016   | 15th NAVGTR Awards                                       | Редактирование звука в игровом кино                   | «Ведьмак 3: Дикая Охота»                          | Победа    | [ 70 ] |
| 21 марта 2016   | 15th NAVGTR Awards                                       | Драматический сюжет                                   | «Ведьмак 3: Дикая Охота»                          | Победа    | [ 70 ] |
| 21 марта 2016   | 15th NAVGTR Awards                                       | Игра, RPG франшиза                                    | «Ведьмак 3: Дикая Охота»                          | Победа    | [ 70 ] |
| 7 апреля 2016   | 12-я Премия Британской Академии в области видеоигр       | Художественное достижение                             | «Ведьмак 3: Дикая Охота»                          | Номинация | [ 71 ] |
| 7 апреля 2016   | 12-я Премия Британской Академии в области видеоигр       | Звуковое достижение                                   | «Ведьмак 3: Дикая Охота»                          | Номинация | [ 71 ] |
| 7 апреля 2016   | 12-я Премия Британской Академии в области видеоигр       | Лучшая игра                                           | «Ведьмак 3: Дикая Охота»                          | Номинация | [ 71 ] |
| 7 апреля 2016   | 12-я Премия Британской Академии в области видеоигр       | Игровой дизайн                                        | «Ведьмак 3: Дикая Охота»                          | Номинация | [ 71 ] |
| 7 апреля 2016   | 12-я Премия Британской Академии в области видеоигр       | Актёр озвучивания                                     | Даг Кокл в качестве Геральта                      | Номинация | [ 71 ] |
| 7 апреля 2016   | 12-я Премия Британской Академии в области видеоигр       | Самая стойкая игра                                    | «Ведьмак 3: Дикая Охота»                          | Номинация | [ 71 ] |
| 7 апреля 2016   | 12-я Премия Британской Академии в области видеоигр       | Сюжет                                                 | «Ведьмак 3: Дикая Охота»                          | Номинация | [ 71 ] |
| 1 декабря 2016  | The Game Awards 2016                                     | Лучшая RPG                                            | «Ведьмак 3: Кровь и вино»                         | Победа    | [ 72 ] |